# Fukushima-ulykken
Fukushima-ulykken var en kernekraftulykke, hvor Fukushima I-kernekraftværket på Japans nordøstkyst den 11. marts 2011 blev ramt af et meget stort jordskælv og derpå en efterfølgende tsunami. Det medførte en af de alvorligste ulykker forbundet med kernekraft nogensinde, idet det resulterede i en kernenedsmeltning i flere reaktorer med radioaktivt nedfald til havet, byer og landbrugsjord i området. Op mod 200.000 mennesker måtte evakuere til nødlejre, og mange måtte vente i mange år uden at kunne komme tilbage. Ulykken var uventet, fordi kernekraftværket netop var konstrueret med henblik på at kunne undgå naturkatastrofer som jordskælv, og den medførte et stort tilbageslag for kernekraft som energikilde såvel i Japan som mange andre lande. 

## Forløb
Japanske kernekraftværker er bygget med henblik på at kunne modstå jordskælv. Kraftværket blev derfor heller ikke ødelagt, da selve jordskælvet ved Sendai ramte værket den 11. marts 2011, men lukkede automatisk driften ned, som det var konstrueret til at gøre i sådan en situation. Samtidig startede værkets diseseldrevne nødaggregater, som var beregnet til i en nødsituation at fjerne den restvarme, som fortsat ville blive udviklet på kraftværket, efter at driften var lukket ned.
Der fulgte imidlertid en tsunami i kølvandet på jordskælvet (en time senere). Tsunamien var større, end hvad kernekraftværket var konstrueret til at kunne tåle. Store mængder vand strømmede ned i kælderen og oversvømmede kraftværkets elektriske udstyr, hvorefter nødaggregaterne stoppede. Da nedkølingen forsvandt, blev reaktorkernerne overophedet og nedsmeltede delvis. Samtidig blev der dannet hydrogen som følge af den meget høje temperatur, hvilket medførte eksplosioner i reaktorbygningen. Eksplosionerne gav lækager og medførte spredning af radioaktivt nedfald til området omkring kraftværket.
I de efterfølgende uger improviserede myndighederne forskellige strategier for at inddæmme ulykken, blandt andet oversprøjtning med havvand. Det medførte, at der også blev konstateret radioaktiv forurening i havet og i landbrugsafgrøder, der blev dyrket i området. Også i de byer, der lå i området omkring kraftværket, blev der målt radioaktive udslip. Der blev oprettet et afspærret område i 20 km. afstand rundt om kraftværket, hvor det var forbudt at opholde sig, og op mod 200.000 mennesker blev tvunget til at evakuere til nødlejre. Mange af dem måtte vente i mange år, inden de kom tilbage. I 2024 levede omkring 45.000 japanere stadig som evakuerede personer.
Oprydningen efter katastrofen har blandt andet bestået i indkapsling af det radioaktive materiale i selve reaktoren og oprensning af store landområder udenom. De japanske myndigheder anslår, at oprydningsarbejdet først vil være tilendebragt omkring 2050. Der ligger desuden en stor udfordring i, hvor det radioaktive materiale endegyldigt skal placeres. Indtil videre ligger den forurenede vand og jord i store tanke uden nogen endelig plan for bortskaffelsen. Et japansk forskingsinstitut har beregnet, at de samlede omkostninger for oprydningen efter ulykken kan løbe op i 3.800 milliarder kroner.

## Efterfølgende betydning
Fukushima-ulykken var en af de alvorligste nukleare ulykker nogensinde med det næsthøjeste målte radioaktive udslip, kun overgået af Tjernobylulykken i 1986. Den blev klassificeret som det højeste niveau (niveau 7) på INES-skalaen, der klassificerer kernekraftulykker efter alvorsgraden. Især var ulykken skræmmende, fordi Fukushima-kraftværket tilhørte en nyere generation, hvor sikkerheden var kraftigt forbedret i forhold til tidligere anlæg, og det var ikke forventet, at udslip af denne karakter kunne ske på et så moderne anlæg. Ulykken medførte derfor både en yderligere skærpelse af sikkerhedskravene til kernekraftværker i mange lande og en bevægelse væk fra kernekraft i det hele taget mange steder, således i Japan selv og i Tyskland, hvor begivenhederne i Fukushima fremskyndede en nedlukning af landets kernekraftværker. Før 2011 dækkede kernekraft 30 % af Japans elforbrug. I 2023 var tallet mindre end 6 %.